# リバティ・オブ・ザ・シーズ
リバティ・オブ・ザ・シーズ（Liberty of the Seas）は、ロイヤル・カリビアン・インターナショナルが運航しているクルーズ客船。

## 概要
フィンランドのアーカーヤーズトゥルク造船所で建造され、2007年に就航した。